# Aeolothrips deserticola
Aeolothrips deserticola är en insektsart som beskrevs av Hermann Priesner 1929. Aeolothrips deserticola ingår i släktet Aeolothrips och familjen rovtripsar. Inga underarter finns listade i Catalogue of Life.